# Oxígeno líquido

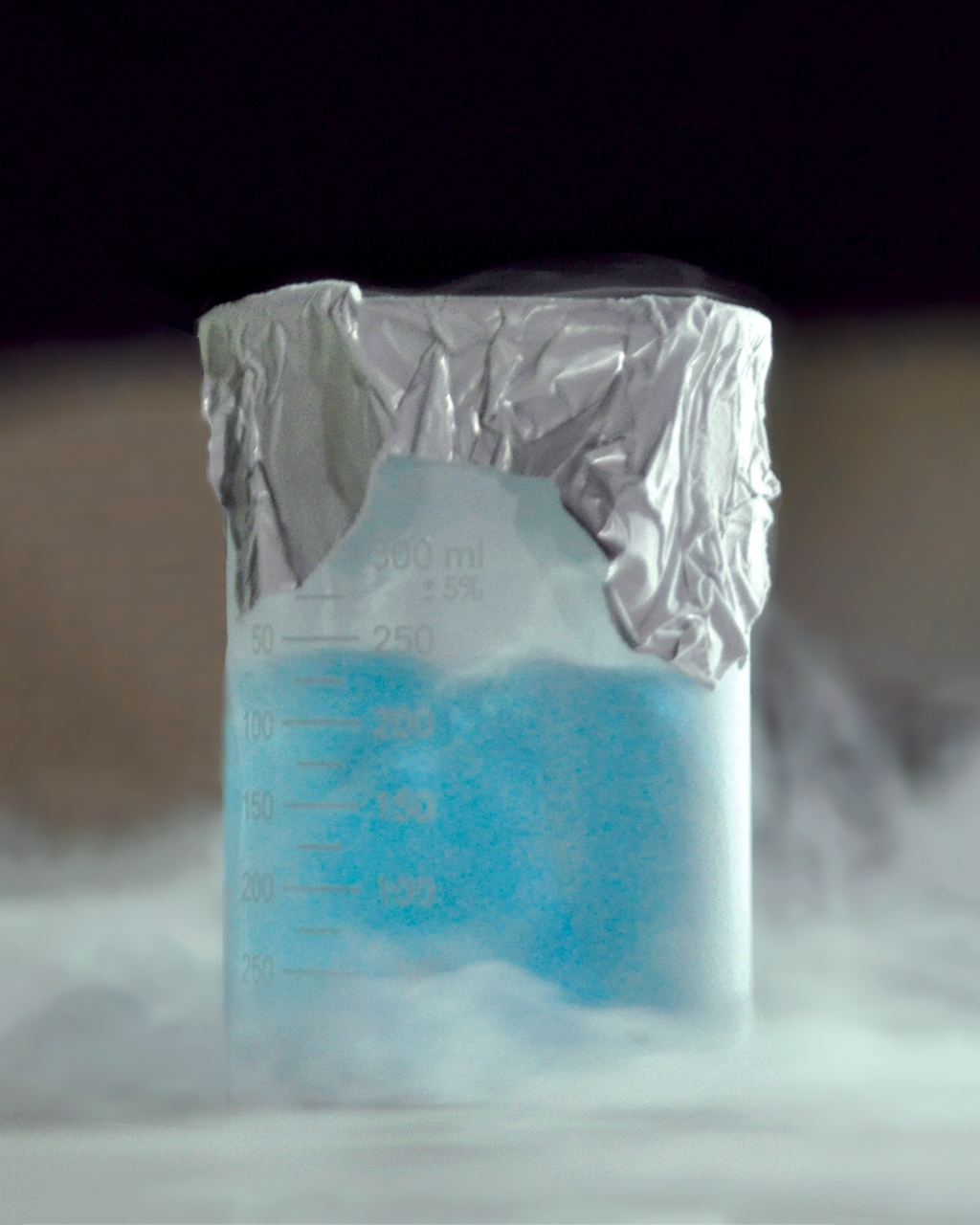
Oxígeno líquido (color azul pálido) en un vaso de precipitado.

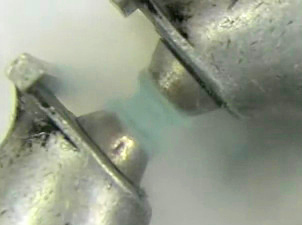
Cuando el oxígeno líquido es vertido desde un vaso sobre un imán fuerte, se suspende temporalmente entre los polos, este fenómeno es denominado paramagnetismo.

El oxígeno líquido o dioxígeno líquido (también abreviado como LOx, LOX o Lox en la industria aeroespacial, submarina y del gas) es la forma líquida del dioxígeno.
Tiene un color azul pálido y es fuertemente paramagnético. La densidad del dioxígeno líquido es de 1,141 g/cm³ (1141 kg/m³) y es criogénico. Su punto de congelación es 50,9 K (-222,65 °C); el punto de ebullición es 90,122 K (-182,96 °C) a 101 325 kPa (760 mm Hg).
En el comercio, el dioxígeno líquido está clasificado como un gas industrial y ha sido extensamente usado con propósitos industriales y médicos. El dioxígeno líquido se obtiene del dioxígeno natural que se encuentra en el aire mediante destilación fraccionada compuesta. El dioxígeno líquido tiene una relación de compresión de 843:9, y por esto actualmente se usa en aviones comerciales y militares.

## Propiedades físicas
El oxígeno  líquido tiene un color azul pálido y es fuertemente paramagnético; puede ser suspendido entre los polos de un potente imán de herradura. El oxígeno líquido tiene una relación de expansión de 1:861 bajo 1 atmósfera estándar (100 kPa) y 20 °C (68 °F), y debido a esto, se utiliza en algunos aviones comerciales y militares como fuente de oxígeno para respirar.
Debido a su naturaleza criogénica, el oxígeno líquido puede causar que los materiales que toca se vuelvan extremadamente frágiles. El oxígeno líquido es también un agente oxidante muy potente y propicio para la combustión: materiales orgánicos se queman rápida y enérgicamente en oxígeno líquido, algunos materiales como ladrillos de carbón, monóxido de carbono (humo negro) , etc, pueden detonar ante fuentes de ignición (calor, llamas, chispas). Productos petroleoquímicos, incluyendo el asfalto, a menudo exhiben este comportamiento.

## Historia
En 1845 Michael Faraday ya había conseguido licuar la mayoría de los gases que entonces se conocían. Seis gases, sin embargo, resistieron todo intento de licuefacción y eran conocidos en la época como "gases permanentes". Eran dioxígeno, dihidrógeno, dinitrógeno, monóxido de carbono, metano y óxido nítrico.
En 1877, Louis Paul Cailletet (1832-1913), en Francia, y Raoul Pictet (1846-1929), en Suiza, lograron producir las primeras gotas de aire líquido.
La primera cantidad líquida de dioxígeno líquido medible fue producida por los profesores polacos Zygmunt Florenty Wróblewski y Karol Olszewski (Universidad Jaguelónica de Cracovia) el 5 de abril de 1883.

## Kerolox
Entre las muchas aplicaciones del dioxígeno líquido se encuentra su uso como comburente para la propulsión de cohetes espaciales, habitualmente utilizando RP-1 como combustible, en la combinación que se ha venido a denominar Kerolox.